# دجدوموینچنگو
دجدوموینچنگو (به لاتین: Djoumoichongo-Nyoumbadjou) یک منطقهٔ مسکونی در اتحاد قمر است که در گرند کومور واقع شده‌است. دجدوموینچنگو ۱٬۶۳۲ نفر جمعیت دارد.